# Tarrha
Tarrha (altgriechisch Τάῤῥα; bei Ptolemaios Τάρβα Tarba) war eine antike Stadt an der Südküste der griechischen Insel Kreta. Sie befand sich am südlichen Ausgang der Samaria-Schlucht, auf dem Gebiet des heutigen Ortes Agia Roumeli. In einem antiken Küstenbericht (Periplus) wird Tarrha als „kleine Stadt mit einem Platz zum Landen“ erwähnt. Der Gott Apollon soll hier als Apollon Tarrhaios besondere Verehrung erfahren haben. Aus der Stadt stammte der Grammatiker Lukillos von Tarrha (Λουκίλλος; lateinisch Lucius), der im 1. Jahrhundert n. Chr. lebte.
Möglicherweise befand sich schon in minoischer Zeit ein Hafen an der Meerseite der Samaria-Schlucht. In der griechischen Mythologie flüchtete Apollon nach der Tötung des Python in Delphi mit seiner Zwillingsschwester Artemis nach Tarrha, wo er in einer vom Priester Karmanor durchgeführten Zeremonie von der Blutschuld gereinigt wurde. In Tarrha hatte Apollon eine Liebesbeziehung mit der Nymphe Akakallis. Sie wird auch als Tochter des Minos und der Pasiphae beschrieben. Aus der Verbindung gingen je nach Sage Phylakis, Philander, Naxos oder Miletos hervor. Der Mediziner und klassische Altertumswissenschaftler Ernst Assmann schloss aus Namen und Mythologie, dass der Name Tarrha semitischer Herkunft sei: „Taharah ist der priesterliche Ausdruck für Reinigung von Sünde (tahar = reinigen, für rein erklären im religiösen, moralischen Sinne).“
Tarrha war ein regionales religiöses Zentrum der Dorer. In hellenistischer Zeit sandte man, wie auch die Nachbarstädte Anopoli und Araden, heilige Botschafter (theoroi) nach Delphi. Vom späten 4. bis zum frühen 2. Jahrhundert v. Chr. war Tarrha Mitglied des Bundes der Oreioi (Ὄρειοι ‚Bergleute‘), dem außerdem die Städte Elyros, Hyrtakina und Lisos, möglicherweise auch Kantanos, sowie die Häfen Poikilasion und Syia angehörten. Das Bündnis schloss in der ersten Hälfte des 3. Jahrhunderts v. Chr. mit Magas, dem König von Kyrene, einen Vertrag, der von 280 bis 250 v. Chr. Bestand hatte. Aus dem Jahr 183 v. Chr. ist ein Bündnisvertrag mit Eumenes II. von Pergamon bekannt, zu dessen Unterzeichnern neben 28 weiteren kretischen Städten auch Anopoli, Araden und Tarrha gehörten.
Die Stadt Tarrha blühte vor allem in römischer Zeit. Hier wurden Münzen mit Motiven von Ziegenköpfen und Bienen geprägt, als Andeutung von Milch und Honig, der Nahrung junger Götterkinder. Auch fand sich bei Ausgrabungen ein Stück importierten Rohglases, das sich heute im Museum von Chania befindet. Ob sich in Tarrha eine Glashütte befand, wie die Archäologin und Ausgräberin der Funde an verbranntem Glas Gladys Davidson Weinberg vermutete, oder das Glas von einem Schiffbruch stammt, ist nicht gesichert. Im frühbyzantinischen 5./6. Jahrhundert wurde auf den Grundmauern eines hellenistischen Bauwerks, möglicherweise eines Tempels für das Orakel des Apollon Tarrhaios, eine dreischiffige christliche Basilika errichtet. Von ihr sind bis zu drei Meter hohe Wände und Reste eines Mosaikfußbodens erhalten. Später baute man an ihrer Stelle eine kleine Kapelle, die Panagia-Kirche. Neben den Resten der frühbyzantinischen Basilika wurden bei den Ausgrabungen 1959 grubenförmige Gräber mit Schmuckbeigaben entdeckt, unter anderem aus archaischer Zeit (etwa 700–500 v. Chr.).